# Associazione Calcio Ancona 2008-2009
Questa pagina raccoglie i dati riguardanti l'Associazione Calcio Ancona nelle competizioni ufficiali della stagione 2008-2009.

## Stagione
Nella stagione 2008-2009 il neopromosso Ancona disputa il campionato cadetto, con 49 punti si piazza al quart'ultimo posto. Per salvarsi gioca e vince il Play-out contro il Rimini, riuscendo così a mantenere la categoria. La squadra dorica ottiene 26 punti nel girone di andata, qualche punto sopra la zona calda. Nel girone di ritorno non si ripete, perde alcune posizioni, restando invischiata nella lotta per evitare la retrocessione. Ai primi di maggio, a tre giornate dal termine è saltata la panchina di Francesco Monaco, sostituito da Walter Salvioni, la scossa è servita, perché pure quart'ultima, è riuscita a superare il Rimini nel Play-out, raggiunti con l'impresa di Bergamo nell'ultima di campionato, sotto (3-1) nel finale si è vinto (3-4). Protagonista già della scorsa promozione Salvatore Mastronunzio con le sue reti, 19 firmate in questa stagione, 2 decisive negli spareggi, ha dato un contributo determinante alla salvezza. Nella Coppa Italia l'Ancona esce subito nel secondo turno, eliminata dall'Empoli.

## Rosa
| N. |                      | Ruolo | Calciatore             |
| -- | -------------------- | ----- | ---------------------- |
| 1  | Italia (bandiera)    | P     | Salvatore Sirigu       |
| 2  | Italia (bandiera)    | D     | Federico Castracani    |
| 3  | Italia (bandiera)    | C     | Simone Rizzato         |
| 4  | Italia (bandiera)    | C     | Edoardo Catinali       |
| 5  | Italia (bandiera)    | D     | Stefano Olivieri       |
| 6  | Italia (bandiera)    | D     | Giovanni Langella      |
| 7  | Italia (bandiera)    | C     | Danilo Soddimo         |
| 8  | Brasile (bandiera)   | C     | Anderson               |
| 9  | Italia (bandiera)    | A     | Salvatore Mastronunzio |
| 10 | Italia (bandiera)    | C     | Ivan Piccoli           |
| 11 | Italia (bandiera)    | A     | Maurizio Nassi         |
| 12 | Italia (bandiera)    | P     | Massimo Schena         |
| 15 | Italia (bandiera)    | D     | Richard Vanigli        |
| 17 | Uruguay (bandiera)   | C     | Juan Surraco           |
| 18 | Italia (bandiera)    | A     | Roberto Colacone       |
| 19 | Argentina (bandiera) | C     | Matías Miramontes      |

| N. |                    | Ruolo | Calciatore             |
| -- | ------------------ | ----- | ---------------------- |
| 20 | Italia (bandiera)  | C     | Andrea De Falco        |
| 21 | Brasile (bandiera) | D     | Rincón                 |
| 22 | Italia (bandiera)  | A     | Umberto Eusepi         |
| 23 | Italia (bandiera)  | A     | Andrea Staffolani      |
| 25 | Italia (bandiera)  | C     | Cristiano Camillucci   |
| 26 | Italia (bandiera)  | D     | Marco Turati           |
| 27 | Brasile (bandiera) | P     | Angelo da Costa        |
| 28 | Italia (bandiera)  | C     | Mirko Guadalupi        |
| 30 | Italia (bandiera)  | P     | Andrea Zepponi         |
| 38 | Italia (bandiera)  | D     | Fabio Di Fausto        |
| 65 | Italia (bandiera)  | D     | Alberto Comazzi        |
| 82 | Italia (bandiera)  | C     | Maurizio Anastasi      |
| 84 | Italia (bandiera)  | C     | Pasquale Schiattarella |
| 86 | Brasile (bandiera) | C     | Guilherme Siqueira     |
| 87 | Italia (bandiera)  | D     | Mattia Masiero         |

### Staff tecnico
| Allenatore:            | Francesco Monaco, poi, Sandro Salvioni |
| Allenatore in seconda: | Massimo Di Stefano                     |

## Risultati

### Campionato

#### Girone di andata
| Arbitro: | Tozzi (Lido di Ostia) |

|                          |           |                        |
| A. Moro 37’ Beghetto 64’ | Marcatori | 45’ Nassi 88’ Olivieri |

| Ancona 7 settembre 2008, ore 15:00 2ª giornata | Ancona               | 0 – 0 | Ascoli | Stadio del Conero\| Arbitro: \| Farina (Novi Ligure) \| |
| Arbitro:                                       | Farina (Novi Ligure) |       |        |                                                         |

| Arbitro: | Tommasi (Bassano del Grappa) |

|                                                        |           |                  |
| Paloschi 11’ C. Lucarelli 18’, 50’ (rig.) Matteini 87’ | Marcatori | 14’ Mastronunzio |

| Arbitro: | Baracani (Firenze) |

|  |           |                |
|  | Marcatori | 88’ E. Ferraro |

| Arbitro: | Trefoloni (Siena) |

|                             |           |  |
| Miramontes 16’ De Falco 81’ | Marcatori |  |

| Arbitro: | Calvarese (Teramo) |

|                   |           |  |
| Eder 45+1’ (rig.) | Marcatori |  |

| Arbitro: | Candussio (Cervignano del Friuli) |

|                                                             |           |  |
| Mastronunzio 30’, 53’ Nassi 38’ Miramontes 57’ De Falco 81’ | Marcatori |  |

| Vicenza 12 ottobre 2008, ore 15:00 8ª giornata | Vicenza          | 0 – 0 | Ancona | Stadio Romeo Menti\| Arbitro: \| Pinzani (Empoli) \| |
| Arbitro:                                       | Pinzani (Empoli) |       |        |                                                      |

| Arbitro: | Peruzzo (Schio) |

|                                  |           |              |
| Mastronunzio 12’, 82’ Turati 31’ | Marcatori | 43’ Biabiany |

| Arbitro: | Velotto (Grosseto) |

|                                |           |                 |
| Scarpa 58’ (rig.) Kyriazis 80’ | Marcatori | 8’ Mastronunzio |

| Arbitro: | Tozzi (Lido di Ostia) |

|                                   |           |                   |
| Mastronunzio 57’ (rig.) Nassi 73’ | Marcatori | 56’, 75’ Diamanti |

| Arbitro: | Candussio (Cervignano del Friuli) |

|          |           |                                 |
| Lodi 22’ | Marcatori | 19’, 74’ Nassi 79’ Mastronunzio |

| Arbitro: | Scoditti (Bologna) |

|  |           |               |
|  | Marcatori | 82’ Pellicori |

| Arbitro: | Baracani (Firenze) |

|                            |           |             |
| P. Barreto 25’, 31’ (rig.) | Marcatori | 72’ Soddimo |

| Arbitro: | Romeo (Verona) |

|                        |           |                   |
| Siqueira 57’ Nassi 69’ | Marcatori | 30’ (aut.) Rincon |

| Cittadella 29 novembre 2008, ore 16:00 16ª giornata | Cittadella     | 0 – 0 | Ancona | Stadio Piercesare Tombolato\| Arbitro: \| Marelli (Como) \| |
| Arbitro:                                            | Marelli (Como) |       |        |                                                             |

| Arbitro: | Cavarretta (Trapani) |

|                       |           |                                     |
| Nassi 69’ Surraco 84’ | Marcatori | 9’, 19’, 49’ Joelson 30’ Gasparetto |

| Arbitro: | Candussio (Cervignano del Friuli) |

|              |           |  |
| Zampagna 67’ | Marcatori |  |

| Arbitro: | Brighi (Cesena) |

|                        |           |                |
| Rincon 41’ Vanigli 86’ | Marcatori | 51’ Allegretti |

| Arbitro: | Ciampi (Roma) |

|                          |           |            |
| Pellicori 57’ Freddi 59’ | Marcatori | 12’ Turati |

| Arbitro: | Tommasi (Bassano del Grappa) |

|           |           |  |
| Nassi 26’ | Marcatori |  |

#### Girone di ritorno
| Arbitro: | Valeri (Roma) |

|               |           |            |
| Nassi 8’, 44’ | Marcatori | 33’ Zigoni |

| Arbitro: | De Marco (Chiavari) |

|                           |           |  |
| Soncin 21’ Belingheri 30’ | Marcatori |  |

| Arbitro: | Celi (Campobasso) |

|                       |           |  |
| Mastronunzio 39’, 56’ | Marcatori |  |

| Arbitro: | Calvarese (Teramo) |

|                          |           |  |
| E. Ferraro 44’ Olivi 75’ | Marcatori |  |

| Arbitro: | Romeo (Verona) |

|                                   |           |  |
| Okaka 32’ Tognozzi 72’ Zoboli 86’ | Marcatori |  |

| Arbitro: | Tommasi (Bassano del Grappa) |

|                     |           |                                         |
| Scarlato 32’ (aut.) | Marcatori | 10’, 76’ Cariello 31’ Eder 49’ Scarlato |

| Arbitro: | Candussio (Cervignano del Friuli) |

|                        |           |            |
| Cipriani 39’ Basha 51’ | Marcatori | 9’ Soddimo |

| Arbitro: | Calvarese (Teramo) |

|                                      |           |                              |
| Miramontes 16’ Mastronunzio 27’, 49’ | Marcatori | 6’ Forestieri 76’ Bjelanovic |

| Arbitro: | Ciampi (Roma) |

|            |           |  |
| Giampà 69’ | Marcatori |  |

| Arbitro: | Tagliavento (Terni) |

|                                      |           |               |
| Olivieri 48’ Turati 56’ De Falco 89’ | Marcatori | 63’ Di Napoli |

| Arbitro: | C. Russo (Nola) |

|                          |           |                                   |
| Loviso 10’ Cellerino 16’ | Marcatori | 61’, 62’ Mastronunzio 75’ Soddimo |

| Arbitro: | Marelli (Como) |

|              |           |                      |
| Eusepi 90+2’ | Marcatori | 16’ Pozzi 89’ Corvia |

| Arbitro: | Baracani (Firenze) |

|                                |           |  |
| De Zerbi 11’, 15’ Sforzini 53’ | Marcatori |  |

| Arbitro: | Pinzani (Empoli) |

|  |           |                                   |
|  | Marcatori | 11’, 17’, 45+1’ (rig.) P. Barreto |

| Arbitro: | Cavarretta (Trapani) |

|                 |           |                         |
| Caridi 10’, 13’ | Marcatori | 60’ Turati 89’ Colacone |

| Arbitro: | Rocchi (Firenze) |

|            |           |                           |
| Vanigli 5’ | Marcatori | 2’ Meggiorini 11’ Gerardi |

| Arbitro: | Mazzoleni (Bergamo) |

|                          |           |  |
| Trevisan 51’ Joelson 71’ | Marcatori |  |

| Arbitro: | Valeri (Roma) |

|                                |           |             |
| Surraco 78’ Mastronunzio 90+4’ | Marcatori | 52’ Noselli |

| Arbitro: | Dondarini (Finale Emilia) |

|                     |           |  |
| Catinali 57’ (aut.) | Marcatori |  |

| Arbitro: | Tagliavento (Terni) |

|                     |           |             |
| Federici 61’ (aut.) | Marcatori | 18’ Cordova |

| Arbitro: | Brighi (Cesena) |

|                                  |           |                                                          |
| Ruopolo 26’ Perico 58’ Cisse 67’ | Marcatori | 61’ Colacone 70’ Mastronunzio 72’ De Falco 90+1’ Rizzato |

### Play-out
| Arbitro: | Banti (Livorno) |

|                  |           |            |
| Mastronunzio 86’ | Marcatori | 16’ Pagano |

| Arbitro: | Gervasoni (Mantova) |

|  |           |                  |
|  | Marcatori | 79’ Mastronunzio |

### Coppa Italia
| Arbitro: | Velotto (Grosseto) |

|                             |           |  |
| Lodi 10’ (rig.) Negrini 74’ | Marcatori |  |